# 紫针尾雨燕
紫针尾雨燕（学名：Hirundapus celebensis），是雨燕目雨燕科的一种鸟类。
是舊世界中最大的雨燕。它原生於菲律賓群島和米納哈薩半島（蘇拉威西）。
這種鳥生活在各種森林和開闊地區。牠們可能出現在低地或山區，海拔高度可達150—2,000米（490—6,560英尺）。

## 描述
這些是巨大的雨燕，平均身長約25 cm（9.8英寸），體重從170至203 g（6.0至7.2 oz）到180 g（6.3 oz）不等(根據一項對22隻未分性別成鳥的研究)。牠們的翼展可達60 cm（24英寸），翼弦長度為20.3至23.4 cm（8.0至9.2英寸）。 只有白領雨燕的體型可與這種雨燕相比，但平均重量比這種針尾雨燕輕5 g（0.18 oz）。 整體羽毛大多為均勻的黑色，並帶有白色的額紋。這種鳥具有巨大的體型、白色馬蹄形腹部標記，以及針尾雨燕典型的微妙針狀尾巴。與其他針尾雨燕相比，牠們極為暗色，是唯一沒有淡色喉部斑塊的種類。

## 分布
北苏拉威西岛和菲律宾（不包括巴拉望岛）。

## 習性
關於紫針尾雨燕的生活史，詳細描述甚少。牠們是一種群居物種，可能從未脫離過至少20隻鳥的群體。這些雨燕的巨大體型據說即使從遠處也能明顯看出。據信牠們捕食各種大型飛行昆蟲，有時甚至會在養蜂場周圍盤旋，捕捉蜂群成員。牠們的繁殖習性不明，但據推測可能是穴居鳥。牠們的鳴聲也尚不為人知。

## 保育
這種鳥的普遍性尚不清楚。牠們在大部分棲息範圍內被認為稀少至不常見，但未瀕臨絕種，在菲律賓的一些地區可能數量眾多。